# Arthur Engel

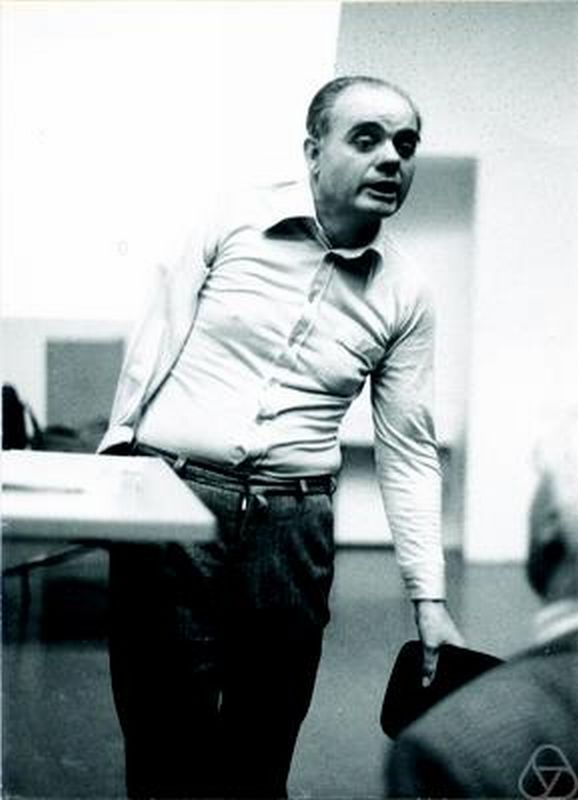
Arthur Engel, Aachen 1978

Arthur Engel (* 12. Januar 1928; † 11. November 2022 in Frankfurt) war ein deutscher Mathematikpädagoge.

## Leben
Arthur Engel studierte an der TH Stuttgart mit der Promotion 1952 und war danach als Gymnasiallehrer tätig. Ab 1970 lehrte er an der Pädagogischen Hochschule Ludwigsburg und wurde 1972 Professor an der Johann Wolfgang Goethe-Universität Frankfurt am Main. 1993 wurde er emeritiert.
Er betrieb seit 1965 die Einführung eines Bundeswettbewerbs Mathematik, der 1970 erstmals stattfand. 1977 leitete er das erste westdeutsche Team bei einer Internationalen Mathematikolympiade (Belgrad 1977). 1989 war er Jury-Vorsitzender der Internationalen Mathematikolympiade in Braunschweig. Als Mathematikpädagoge befasste er sich besonders mit Stochastik und Computern und Algorithmen im Unterricht.
1990 erhielt er den Verdienstorden der Bundesrepublik Deutschland (Verdienstkreuz am Bande). 1991 erhielt er den David Hilbert Award der World Federation of National Mathematics Competitions (WFNMC).
Arthur Engel starb am 11. November 2022 im Alter von 94 Jahren.

## Schriften
- Mathematische Modelle der Wirklichkeit, Klett 1971
- mit Tamas Varga, Willy Walser:  Zufall oder Strategie?: Spiele zur Kombinatorik und Wahrscheinlichkeitsrechnung auf der Primarstufe, Klett 1974
- Mathematische Olympiadeaufgaben aus der UdSSR: mit ausführlichen Lösungen, Klett 1976
- Elementarmathematik vom algorithmischen Standpunkt, Klett 1977
- Wahrscheinlichkeitsrechnung und Statistik, Klett 1984
- Stochastik, Klett 1987
- Mathematisches Experimentieren mit dem PC, Klett 1991
- Problem-Solving Strategies, Springer 1998